# آنتی هینولا
آنتی هینولا (فنلاندی: Antti Heinola؛ زادهٔ ۲۰ مارس ۱۹۷۳) بازیکن فوتبال اهل فنلاند بود.
از باشگاه‌هایی که در آن بازی کرده‌است می‌توان به باشگاه فوتبال هلسینکی، باشگاه فوتبال کویینز پارک رنجرز، باشگاه فوتبال هراکس آلملو، و باشگاه فوتبال امن اشاره کرد.
وی همچنین در تیم ملی فوتبال فنلاند بازی کرده‌است.